# Вардадзор (Ґегаркунік)
Вардадзор (вірм. Վարդաձոր) — село у марзі гегаркунік, на сході Вірменії. Село розташоване на північний захід від міста Мартуні та на південь від міста гавар, між селами Єранос та Дзорагюх.
У селі був знайдений урартський напис, що датується 722-705 рр. до н. е.